# Olympic Anderlecht
Olympic Anderlecht, voordien Bon Air Sport, is een Belgische voetbalclub uit de wijk Goede Lucht (Bon Air) in Anderlecht. De club is aangesloten bij de KBVB met stamnummer 8889 en heeft rood en blauw als clubkleuren.

## Geschiedenis
De club was verschillende jaren actief in het amateur- en bedrijfsvoetbal. In de jaren 60 ging men spelen op een terrein aan de Itterbeekse Laan. In 1983 besliste men onder het voorzitterschap van Jean Rousseau de overstap te maken naar de Belgische Voetbalbond, waar men stamnummer 8889 kreeg toegekend. Bon Air Sport ging er van start in de laagste provinciale reeks.
Bon Air Sport kon er het volgend decennium opklimmen naar Derde Provinciale. In 1998 zakte men even terug naar Vierde Provinciale, het allerlaagste niveau. Daar won Bon Air het volgend seizoen echter meteen zijn reeks en keerde zo in 1999 terug in Derde Provinciale, en na eindrondewinst stootte men daar in 2000 meteen door naar Tweede Provinciale.
Bon Air Sport bleef enkele jaren in Tweede Provinciale spelen. In 2007 werd men daar kampioen en de club promoveerde zo naar het hoogste provinciale niveau. In 2009 volgde een degradatie, maar via de eindronde kon men in 2011 terugkeren in Eerste Provinciale.
In 2019 heeft de club haar naam veranderd en is het Olympic Anderlecht geworden. Het stamnummer werd behouden.